# Kolumbianische Formel-2-Serie
Die Kolumbianische Formel-2-Serie (engl. Colombian Formula 2 Series) umfasste zwei Automobilrennen, die im Februar 1971 nach dem Reglement der Formel 2 in der kolumbianischen Hauptstadt Bogotá durchgeführt wurden. An den Start gingen ausschließlich europäische Teams mit Fahrern aus dem Umfeld der Europäischen Formel-2-Meisterschaft. Die Rennen der Kolumbianischen Formel-2-Serie hatten allerdings keinen Meisterschaftsstatus.

## Hintergrund

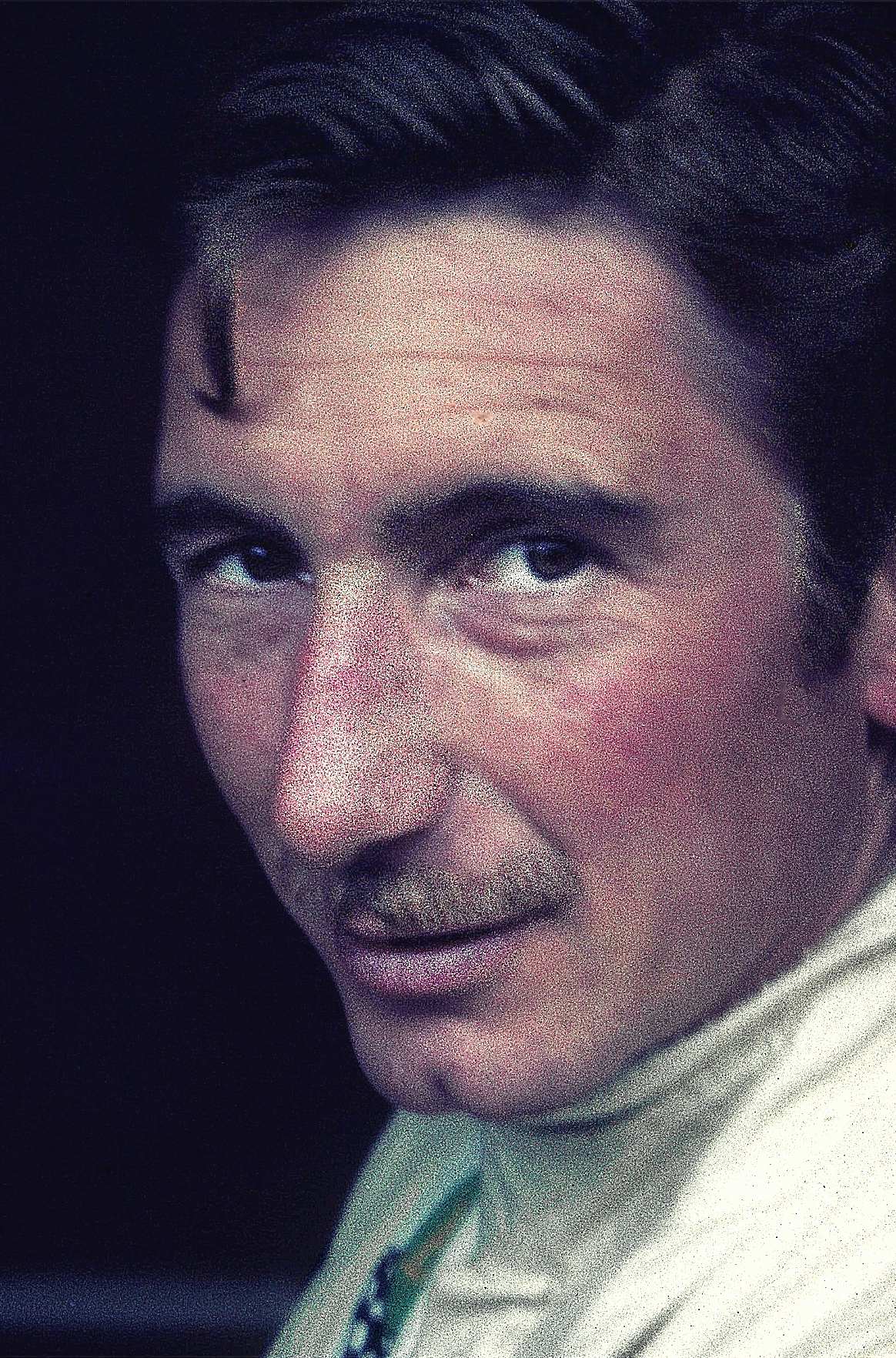
Gewann das erste Formel-2-Rennen in Kolumbien: Jo Siffert

Die Rennen der Kolumbianischen Formel-2-Serie fanden anlässlich der Einweihung des Autódromo Internacional Ricardo Mejía statt, der ersten permanenten Automobilrennstrecke Kolumbiens. Der Kurs lag im Norden Bogotás. Der kolumbianische Unternehmer Ricardo Mejía hatte ihn mit dem Ziel gebaut, künftig regelmäßig internationale Automobilwettkämpfe ins Land zu holen, das bis dahin keine ausgeprägte Motorsporttradition hatte. Mittelfristig war an einen Lauf der Formel-1-Weltmeisterschaft gedacht, der zwischen den Läufen in Brasilien und Mexiko als Weltmeisterschaftsrennen stattfinden sollte.
Zur Eröffnung des Kurses veranstalteten die Organisatoren zwei Einladungsrennen nach Formel-2-Kriterien. Das erste Rennen war der Große Preis der Republik Kolumbien; eine Woche später schloss der Große Preis der Stadt Bogotá an, der an gleicher Stelle mit identischem Starterfeld bestritten wurde. Die Rennfahrer waren ausnahmslos Piloten, die in der Europäischen Formel-2-Europameisterschaft antraten. Die Organisatoren buchten sie über eine italienische Agentur. Zu ihnen gehörten der zweimalige Formel-1-Weltmeister Graham Hill, Derek Bell, der Vizemeister der europäischen Formel-2-Saison 1970, sowie Jo Siffert, Rolf Stommelen und Hannelore Werner. Lokale Rennfahrer traten in Bogotá nicht an. Auch die Formel-2-Werksteams waren in Kolumbien nicht vertreten; Tecno, dessen Fahrer Clay Regazzoni 1970 die Europameisterschaft gewonnen hatte, war zwar gemeldet, erschien zu den Rennen aber nicht. Einige Kundenteams hatten allerdings bereits neue Rennwagen der Modellgeneration 1971. Sie nutzten die Rennen in Kolumbien, um die neuen Fahrzeuge zu testen. Zu ihnen gehörte Frank Williams Racing Cars mit dem neuen March 712M und Jo Siffert mit dem Chevron B18.
Kolumbien gelang es nach den beiden Rennen in Bogotá nicht, den internationalen Formelsport an das Land zu binden. Schon im folgenden Jahr kam keine zweite Auflage der Kolumbianischen Formel-2-Serie mehr zustande, für ein Formel-1-Projekt gab es kein hinreichendes Interesse. Eine Quelle sieht den Grund in der Zunahme gewalttätiger Auseinandersetzungen im Rahmen des sogenannten Drogenkriegs, der das Land für Ausländer unattraktiv gemacht habe. In den folgenden Jahren fanden auf der Strecke überwiegend Tourenwagen- und Stock-Car-Rennen mit lokalen Fahrern statt.
Ricardo Mejía schloss den nach ihm benannten Kurs im Jahr 1978. Die Strecke wurde abgerissen. Heute steht auf dem Grundstück ein Outlet Center.

## Ergebnisse
| Nr. | Datum            | Rennen                                 | Ort    | Rennstrecke                           | Sieger         | Fahrzeug     |
| --- | ---------------- | -------------------------------------- | ------ | ------------------------------------- | -------------- | ------------ |
| 1   | 7. Februar 1971  | Gran Premio Republica de Colombia 1971 | Bogotá | Autódromo Internacional Ricardo Mejía | Jo Siffert     | Chevron B18  |
| 2   | 14. Februar 1971 | Gran Premio Ciudad de Bogotá 1971      | Bogotá | Autódromo Internacional Ricardo Mejía | Alan Rollinson | Brabham BT30 |